# Fan-out
In elettronica digitale, il fan-out di una porta logica è il numero di porte logiche che possono essere collegate alla sua uscita.
In molti progetti, le porte logiche sono connesse in modo da formare circuiti più complessi; mentre all'uscita di un'unica porta logica sono connessi ingressi di svariate porte, è meno comune che l'ingresso di una porta sia connesso a più uscite. La tecnologia usata per implementare le porte logiche ci permette solitamente di poter collegare insieme gli ingressi di più porte senza addizionali circuiti di interfaccia. Il “massimo valore di fan-out” all'uscita di una porta misura la sua capacità di pilotare un carico: esso è il numero più grande degli ingressi di porte dello stesso tipo alle quali l'uscita può essere connessa contemporaneamente senza perdite eccessive.

## Introduzione
I massimi limiti sul transistor fan-out sono in genere stabiliti dalla data famiglia logica o dai datasheet del produttore del dispositivo. Questi limiti sono assunti nell'ipotesi che i dispositivi pilotati facciano parte della stessa famiglia.
Quando sono interconnesse due famiglie logiche differenti è necessario uno studio più complesso. Il fan-out è in definitiva determinato dalla massima corrente fornita o richiesta dalla sua uscita e dagli ingressi ad esso connesso: il dispositivo pilotante deve essere in grado di alimentare o assorbire ai suoi capi d'uscita la somma delle correnti richieste o fornite (in dipendenza dal livello logico, alto o basso, dell'uscita) di tutte le porte connesse, mantenendo allo stesso tempo la tensione d'uscita corretta.
Per ogni famiglia logica, viene definito solitamente l'ingresso “standard” dal produttore tramite le massime correnti d'ingresso per ogni livello logico, inoltre il fan-out per un'uscita è definito come il numero di questi ingressi standard che possono essere pilotati nel caso peggiore; tuttavia è possibile pilotare più di un ingresso rispetto a quelli specificati per il fan-out nei datasheet, anche di dispositivi della stessa famiglia, nel caso in cui dei particolari dispositivi vengano pilotati con minore corrente rispetto a quella di un dispositivo standard. In sostanza, la capacità del fan-out di un dispositivo di pilotare (con affidabilità) un certo numero di ingressi è determinato dalla somma di tutte le correnti generate a livello logico basso e come somma di tutte le correnti assorbite a livello alto degli stessi dispositivi. Comparando queste somme si ottengono, rispettivamente, la massima corrente del dispositivo pilotato che può essere assorbita a livello basso e fornita a livello alto. Se entrambe le correnti totali stanno all'interno dei limiti previsti per quel dispositivo allora esso ha la capacità di fan-out in continua di pilotare tutte quelle uscite contemporaneamente, indipendentemente dai dati forniti dal costruttore. Tuttavia, un produttore corretto, nel caso in cui lo studio delle correnti riveli che il dispositivo può pilotare non più di un certo numero di ingressi, fornirà il preciso valore di fan-out.
Quando è richiesta una velocità di commutazione del segnale elevata (siamo dunque in presenza di segnali in corrente alternata) l'impedenza delle uscite, degli ingressi e tra i collegamenti possono ridurre significativamente l'effettiva capacità pilotante del dispositivo. In questo caso gli studi condotti in continua non sono sufficienti.

## Teoria

### Fan-out in DC
Una porta logica ideale ha una impedenza d'ingresso infinita e una impedenza d'uscita nulla, potendo così pilotare un qualsiasi numero di altre porte logiche connesse ad essa. Tuttavia, poiché le tecnologie di fabbricazione non consentono di ottenere porte logiche con caratteristiche perfette, vi è un limite al numero di porte che possono essere connesse contemporaneamente, e ciò avviene quando una porta logica d'uscita non può più fornire corrente verso le successive porte d'ingresso. Tentare di fare ciò fa sì che la tensione scenda al di sotto dei livelli definiti per i livelli logici su quel collegamento, incorrendo in errori.
Il fan-out è semplicemente il numero di ingressi che possono essere connessi all'uscita di un'unica porta logica prima che la corrente richiesta dalle successive porte logiche ecceda la quantità di corrente che essa può fornire mantenendo i corretti livelli logici. Le correnti possono risultare differenti in base ai livelli logici (uno o zero), in questo caso bisogna considerare la coppia che fornisce il fan-out più basso.
Questo può essere espresso matematicamente come segue:
{\displaystyle {\text{DC Fan-out}}=\operatorname {min} \left(\left\lfloor {\frac {I_{\text{out high}}}{I_{\text{in high}}}}\right\rfloor ,\left\lfloor {\frac {I_{\text{out low}}}{I_{\text{in low}}}}\right\rfloor \right)}
({\displaystyle \lfloor \;\rfloor } si tratta della parte intera).
Seguendo questo calcolo le sole porte logiche TTL sono limitate tra le 2 e le 10 uscite (dipende dal tipo di porte che vengono messe in uscita), mentre le porte CMOS hanno un fan-out in continua che è generalmente più alto rispetto a quello che si ha nei circuiti reali (ad esempio usando le specifiche NXP Semiconductor per la serie di chip CMOS HEF4000 a 25 °C e 15 V si ha un fan-out di 34 migliaia).

### Fan-out in AC
Gli ingressi delle porte presentano in genere una capacità oltre che una resistenza vista dall'alimentazione. Questa capacità rallenterà la commutazione all'uscita delle precedenti porte e dunque si incrementerà il ritardo di propagazione. Come risultato si ottiene un fan-out variabile in base alla velocità richiesta, così il progettista si trova ad affrontare il problema di trovare un buon compromesso fra un fan-out sufficientemente elevato e un ritardo di propagazione accettabile (fattore che grava sulla massima velocità dell'intero sistema). Questo problema è meno marcato nei sistemi TTL, questo è il motivo per cui questi dispositivi mantennero per diversi anni un certo vantaggio in termini di velocità sui dispositivi CMOS.
Il fan-out dinamico, o in alternata, è pertanto il principale fattore limite in molti casi reali proprio perché impone una limitazione della velocità. Per esempio, si supponga che ai bus di indirizzo e bus dati di un microcontrollore siano collegati 3 dispositivi, e che esso possa pilotare la capacità del bus di 35 pF alla sua massima frequenza di clock. Se ogni dispositivo presenta ai suoi capi una capacità di 8 pF, al microcontrollore restano 11 pF di capacità di bus pilotabile (le piste sui circuiti stampati presentano in genere una capacità di circa 1-2 pF per ogni 2–3 cm quindi nel nostro caso la lunghezza della pista può essere al massimo di 14 cm). Se non può essere soddisfatta la condizione sulla lunghezza massima della linea allora il microcontrollore, per funzionare correttamente, dovrà lavorare a velocità più basse, o eventualmente si dovrà affidare il segnale ad uno stadio buffer, caratterizzato da forti correnti d'uscita. Un alto valore di corrente incrementa la velocità secondo la legge I= C*dV/dt; in parole povere, la corrente è determinata dal flusso di cariche, così da aumentare la velocità del flusso, inoltre la tensione che si instaura sulle armature è uguale alla carica su di esse relativamente al valore della capacità, così con maggiore corrente, la tensione varia più velocemente e ciò permette modulazioni più veloci del segnale attraverso il bus.
Sfortunatamente, a causa dell'altissima velocità dei moderni dispositivi, potrebbe essere richiesta una simulazione di tipo IBIS per una precisa determinazione del fan-out dinamico, ciò è dovuto proprio al fatto che esso non è definito nei datasheet del produttore (si vedano i link esterni per maggiori informazioni).